# Imitation of Life (1934)
Imitation of Life is een Amerikaanse dramafilm uit 1934 onder regie van John M. Stahl. Het scenario is gebaseerd op de gelijknamige roman uit 1933 van de Amerikaanse auteur Fannie Hurst. Destijds werd de film in Nederland uitgebracht onder de titel Langs het leven.

## Verhaal
Na de dood van haar man moet Bea Pullman haar dochter Jessie alleen opvoeden. Delilah Johnson biedt haar diensten aan als huishoudster in ruil voor een woonruimte voor haar en haar dochter. De nieuwe huishoudster blijkt erg lekkere pannenkoeken te kunnen bakken. Met haar recept worden Bea en Delilah rijk. De beide vrouwen sluiten vriendschap, maar ze raken steeds meer vervreemd van hun dochters.

## Rolverdeling
| Acteur            | Personage               |
| ----------------- | ----------------------- |
| Claudette Colbert | Beatrice Pullman        |
| Warren William    | Stephen Archer          |
| Rochelle Hudson   | Jessie Pullman          |
| Ned Sparks        | Elmer Smith             |
| Louise Beavers    | Delilah Johnson         |
| Fredi Washington  | Peola Johnson           |
| Juanita Quigley   | Jessie Pullman als baby |
| Alan Hale         | Martin                  |
| Henry Armetta     | Schilder                |
| Wyndham Standing  | Jarvis                  |

## Prijzen en nominaties
| Jaar | Prijs  | Categorie            | Genomineerde(n)    | Uitslag     |
| ---- | ------ | -------------------- | ------------------ | ----------- |
| 1934 | Oscars | Beste film           | Universal          | Genomineerd |
| 1934 | Oscars | Beste geluid         | Theodore Soderberg | Genomineerd |
| 1934 | Oscars | Beste regieassistent | Scott R. Beal      | Genomineerd |